# Santuario de la Virgen de la Gracia
El santuario de la Virgen de la Gracia es un edificio religioso ubicado en Pitigliano, en la provincia de Grosseto.
Se encuentra ubicado en la carretera estatal 74 Maremmana, a unos cientos de metros al sur del centro histórico, en una de las curvas cerradas que hay cerca de la ciudad.

## Historia
El santuario fue construido como una simple capilla rural a principios del siglo XV, que se fue ampliando durante los siglos siguientes, como resultado de la construcción de las salas conventuales adyacentes donde se asentaron los franciscanos.
A finales del siglo XVIII, los frailes finalmente abandonaron el convento y el complejo religioso y, aunque sufrieron algunas modificaciones, continuaron siendo frecuentados por numerosos devotos de Nuestra Señora de la Gracia, que la consideraban milagrosa: las peregrinaciones continuas que se llevaron a cabo durante todo el siglo XIX y buena parte del siglo XX, fue transformando el antiguo convento en un santuario.

## Descripción

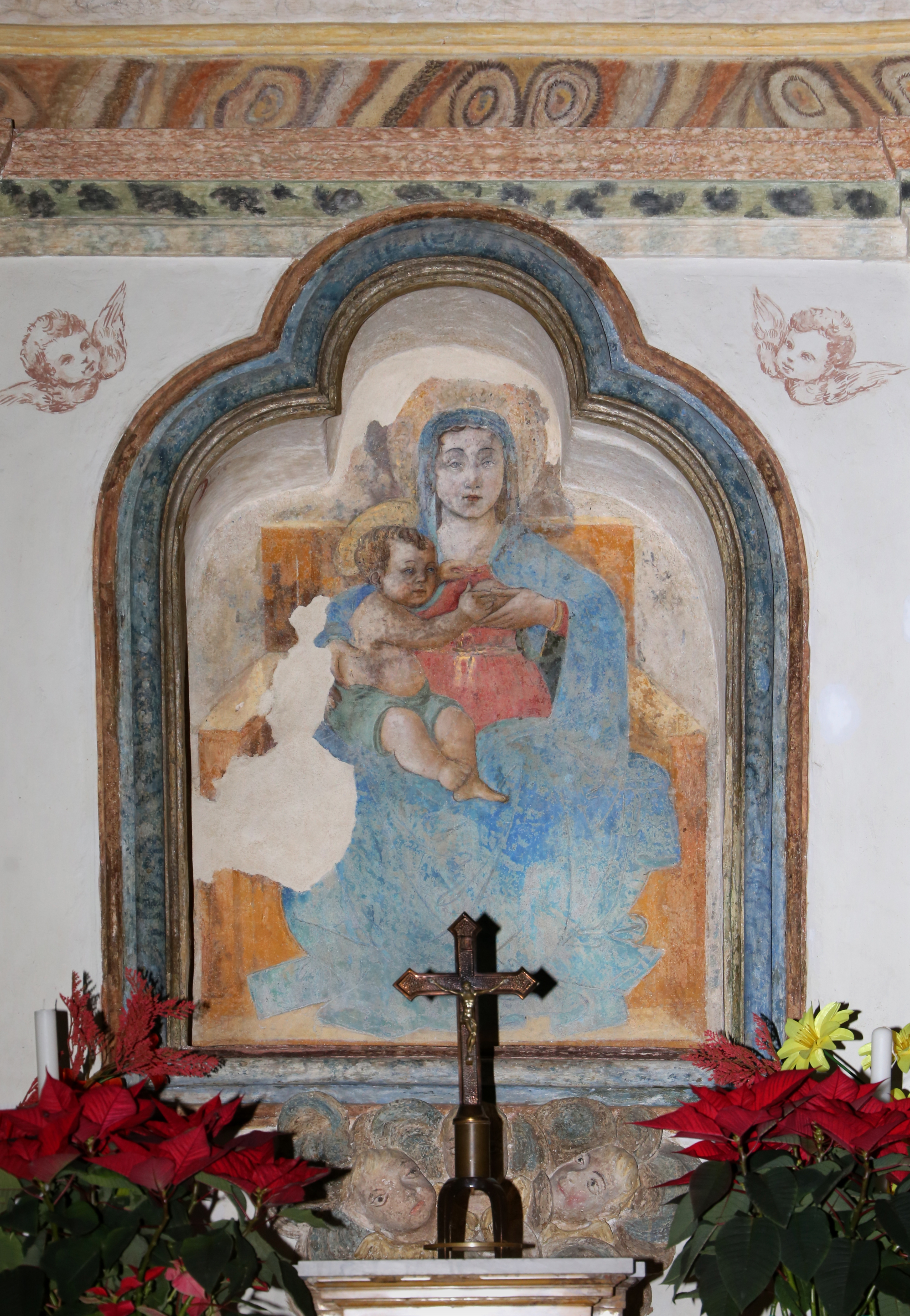
Pintura de la Virgen de la Gracia

El santuario de la Virgen de la Gracia se encuentra dentro de un complejo que también incluye la iglesia homónima.
La iglesia tiene una sola sala, con un corto tramo de escalones que conducen al pórtico de entrada que se abre en el centro de la fachada principal, que está completamente cubierta de yeso. El pórtico es arquitrabado está coronado por un tímpano triangular; y sobre él hay dos ventanas de arco redondo abierto hacia un lado, separadas entre sí por una polífora amortiguada dividida por seis pequeñas columnas con un pequeño capitel de cumbre sobre el cual se apoyan seis pequeños arcos redondos. Sobre la polifora amortiguada, se abre una gran rosetón en el centro de la parte superior de la fachada. El lado derecho de la fachada, el flanco derecho y el área del ábside de la iglesia se apoyan en los edificios que una vez albergaron las estructuras del convento.
El interior de la iglesia presenta una sola sala, con altares enriquecidos con sencillas decoraciones manieristas y barrocas.
El campanario se eleva desde el exterior de la iglesia, apoyado contra la parte posterior del costado izquierdo, el área del ábside y algunos edificios de las estructuras del convento. El campanario tiene una sección cuadrada, con cuatro ventanas de arco redondo que se abren en la parte superior que encierra el campanario, sobre la cual se alza la cúspide piramidal, cubierta de bloques de toba como la parte superior entera del campanario (la parte central y la parte inferior están parcialmente enlucidas).
Entre los edificios que una vez albergaron las estructuras del convento, se pueden ver los restos de una pequeña capilla de una sola cámara con techo a dos aguas, con una sencilla fachada en la que se abre el pórtico de entrada y, en la parte superior, un pequeño rosetón. : la capilla se encuentra detrás del lado izquierdo de la iglesia, más allá del campanario.